# Volkswagen Golf Cabriolet
Volkswagen Golf Cabriolet je automobil njemačke marke Volkswagen i proizvodi se već od 1979. – 2002. godine.

## Prva generacija (15)
Prva generacija, model 15, se proizvodio od 1979. – 1993. godine. Dorada maske je bila 1987. godine.

### Motori
- 1.5 L, 51 kW (70 KS)
- 1.6 L, 55 kW (75 KS)
- 1.6 L, 81 kW (110 KS)
- 1.8 L, 66 kW (90 KS)
- 1.8 L, 70 kW (95 KS)
- 1.8 L, 72 kW (98 KS)
- 1.8 L, 82 kW (112 KS)

## Druga generacija (1E)
Druga generacija, model 1E, se proizvodio od 1993. – 2002. godine. Dorada maske je bila 1998. godine.

### Motori
- 1.6 L, 74 kW (100 KS)
- 1.8 L, 55 kW (75 KS)
- 1.8 L, 66 kW (90 KS)
- 2.0 L, 85 kW (115 KS)
- 1.9 L TDI, 66 kW (90 KS)
- 1.9 L TDI, 81 kW (110 KS)